# 试用软件
试用软件（英語：Demoware）又叫演示软件，是商業軟體的试用版本，以限制时间或功能的形式免費發布（共享软件），讓使用者能試用後購買。
- 限制時間或用量：例如總運行時間、每節運行時間、安裝日數、使用日數或者使用次數。
- 匯出時加上水印或字幕，通常圖像或影片編輯器的试用软件會這樣限制。
- 限制一些重要的功能，例如儲存、列印甚至輸入。
- 電子遊戲軟體的試玩版則常會限制關卡、章節、登場角色，或是無法儲存遊戲進度。

## 著名的試用軟體
- WinRAR

WinRAR提供40天的試用期，但是能完全使用軟件，即使過了40天也能繼續使用，只是會有一個用戶付費的對話框，但用戶可以無視。
- Microsoft Office

Microsoft Office提供60天的試用期，60天后，將只能讀取文件而不能修改，就像安裝了一個檢視器。
- Minecraft

Minecraft提供100分鐘的試玩期，在試玩期間只能遊玩生存模式(不能更改設定 加入伺服器 更換皮膚 加入模組 材質包...等)，100分鐘后，玩家必須購買遊戲，否則遊戲會繼續鎖定並跳出Times up提醒玩家購買。(上述皆為Java版的試玩時間 基岩版只能試玩90分鐘的生存模式(不能更改設定 加入伺服器 更換皮膚 加入模組 材質包...等)90分鐘後也會跳出提醒玩家購買遊戲的視窗)